# Nigist Getachew
Nigist Getachew, née le 28 février 2002, est une athlète éthiopienne.

## Carrière

### 2024
Nigist Getachew participe au circuit de la Ligue de diamant 2024. Elle court le 1 500 mètres à la Xiamen Diamond League en Chine. Elle court sous deux minutes le 800 mètres du Bauhaus-Galan à Stockholm, dans une course remportée par l'Écossaise Jemma Reekie en juin 2024. Elle bat son record personnel sur 1 500 mètres avec un temps de 3 min 58 s 98 au Meeting de Paris 2024 en juillet de la même année,.
Elle est une remplaçante pour l'équipe d'Éthiopie aux Jeux olympiques d'été de 2024 à Paris. En septembre 2024, elle bat son record personnel sur 800 mètres en 1 min 57 s 47 lors du Mémorial Hanžeković à Zagreb.

### 2025
Elle dispute les Championnats du monde d'athlétisme en salle 2025 à Nankin en mars 2025, battant son record personnel en salle en 1 min 59 s 63 pour obtenir la médaille d'argent sur 800 mètres,

## Palmarès
| Date | Compétition                    | Lieu   | Résultat | Épreuve | Temps         |
| ---- | ------------------------------ | ------ | -------- | ------- | ------------- |
| 2025 | Championnats du monde en salle | Nankin | 2e       | 800 m   | 1 min 59 s 63 |